# Hans-Martin Sass
Hans-Martin Sass (* 4. Dezember 1935 in Hagen; † 6. Februar 2023) war ein deutscher Philosoph, Bioethiker und Hochschullehrer der Ruhr-Universität Bochum.

## Leben
Sass schloss das Gymnasium in Gelsenkirchen mit dem Abitur ab und absolvierte danach ein Studium der Philosophie an der Universität Marburg und der Universität Erlangen. Seit 1956 gehörte er der Burschenschaft Teutonia Königsberg-Germania Greifswald zu Marburg an. In der Zeit von 1960 bis 1963 erlangte er seine Promotion an der Universität Münster. 1965 wechselte er von dort an die neu gegründete Ruhr-Universität Bochum. Im Wintersemester 1965/66 wurde Sass Mitglied der Neuen Bochumer Burschenschaft. Er war von 1968 bis 1971 Präsident des Universitätsparlaments und erhielt 1972 seine Habilitation.
In den 1980er-Jahren wirkte er zusammen mit anderen Wissenschaftlern wesentlich am Aufbau des 1986 gegründeten Zentrums für Medizinische Ethik mit, dessen Geschäftsführer er bis 2006 war. Er war Gründungsmitglied der Akademie für Ethik in der Medizin (AEM) in Göttingen. Zudem war er Gründungsmitglied und ist Ehrenvorsitzender des Institutes für Ethik in der Praxis.
Ab 1981 war er Direktor am Kennedy Institute of Ethics der Georgetown-Universität in Washington, D. C. Er verfasste über 250 Artikel und Bücher. Er war Mitglied des Internationalen Bioethik-Komitees der UNESCO und ist Mitglied vieler internationaler und nationaler Beratungsgremien sowie in Herausgebergremien philosophischer und bioethischer Zeitschriften.
Als Experte für europäische Philosophie veröffentlichte er viel über Hegel, Marx, die deutsche Philosophie des 19. und 20. Jahrhunderts und die liberale politische Theorie. Während seiner Forschung, Lehre und Beratung in den Bereichen Kultur, Risikobewertung, Forschung Ethik, klinische Ethik und Ethik des öffentlichen Gesundheitswesens entwickelte Sass interkulturelle Perspektiven in den Hauptbereichen der Bioethik (basierend auf Konzepten der persönlichen und beruflichen Verantwortung), regulierten Märkten und gegenseitigem Vertrauen und Partnerschaftsethik.
Sein Hauptaugenmerk in der Bioethik lag auf dem Übergang von paternalistischen Modellen der Patientenversorgung zu Partnerschaftsmodellen zwischen Anbietern und Kunden der Gesundheitsversorgung. Er entwickelte einen weit verbreiteten und übersetzten „Interaktiven posthippokratischen Aktionsleitfaden“ sowie andere Modelle für vertrauensvolle Kommunikation und vertrauensvolle Zusammenarbeit von Einzelpersonen, Institutionen und Unternehmen in den Bereichen Risikobewertung, Forschung und Geschäftsethik. Zu seinen vorgeschlagenen Tugenden und Grundsätzen für die interkulturelle Ethik des Gesundheitswesens gehören für den Patienten das Gleichgewicht zwischen Lebensqualität und Lebenserwartung, individuelle Selbstbestimmung und Einhaltung von Expertenratschlägen, für den Experten das Gleichgewicht zwischen beruflicher Verantwortung und Respekt gegenüber Kunden. Autonomie der Patienten, Schaden zu vermeiden und Gutes zu tun; Vertrauen, Wahrhaftigkeit und eine umsichtige Mischung aus Solidarität und Subsidiarität sind wichtig für alle Parteien, die sich für Gesundheit, Qualität und Glück des Lebens einsetzen. Er schlug vor, dass die meisten ethischen Fragen eher von risikokompetenten und gesundheitskompetenten Bürgern als von Bürokratien und Gesetzen entschieden werden sollten, dass jedoch Regierungen und Institutionen die Verantwortung haben, Gesundheitsinformationen und Gesundheitskompetenz als wesentliche Bestandteile der Wissensvermittlung und Bildung über drohende Risiken einzuführen und zu unterstützen.
In Bezug auf die Gesundheitsreform und die Gesundheitserziehung definierte er den WHO-Ansatz wie folgt: Gesundheit ist nicht nur ein Status. Vielmehr ist sie das ausgewogene Ergebnis einer gesundheitsbewussten und risikobewussten Betreuung des eigenen körperlichen, emotionalen und sozialen Wohlbefindens und Wohlbefindens, das durch bewusstes Verständnis, Veränderung und Verbesserung der individuellen genetischen, sozialen und ökologischen Eigenschaften mit Unterstützung erreicht wird von Angehörigen der Gesundheitsberufe und durch gleichberechtigten Zugang zu Gesundheitsdiensten, einschließlich Informationen, prädiktiver und präventiver Medizin. Seine Sorge gilt auch der Tatsache, dass moderne Prinzipien der Bioethik und der Professionalität das erforderliche Mitgefühl bei Expertendiensten und die Entwicklung besserer Modelle zur vertrauensvollen Kommunikation und Arbeit der Anbieter mit Kunden nicht ausreichend unterstützen. Zu seinen jüngsten Arbeiten gehören Studien zur interkulturellen Bioethik und grundlegende häufige Probleme in verschiedenen Kulturen der Bioethik.
1995 wurde durch einen Bericht im ZDF-Politmagazin Frontal bekannt, dass Sass seit 1988 Mitglied im Vorstand der Professors World Peace Academy in Europa (PWPA-E), einer der Mun-Sekte nahestehenden Organisation, war. Die Tageszeitung taz fand heraus, dass er bereits davor ab 1981 als Vorstandsmitglied des deutschen Ablegers der PWPA aktiv war. Nachdem darüber berichtet worden war, beteuerte Sass, nichts von der Verbindung der PWPA mit der Mun-Sekte gewusst zu haben, und trat aus der Organisation aus.
Er starb am 6. Februar 2023 im Alter von 87 Jahren.

## Veröffentlichungen (Auswahl)
- 1991 (als Hrsg. mit H. Viefhues und Autor): Güterabwägung in de Medizin. Ethische und ärztliche Probleme. Springer, Berlin / Heidelberg / New York 1991.
- 2006: Differentialethik, Anwendungen in Medizin, Wirtschaft und Politik. Herausgegeben von Eva Baumann, Alexander Brink und Arnd T. May, Reihe: Ethik in der Praxis / Practical Ethics - Studien / Studies, Bd. 2, LIT Verlag, Münster, ISBN 3-8258-4981-3[2]
- 2016: Cultures in Bioethics., LIT Verlag, Münster, 2016, ISBN 978-3-643-90755-4[2]

## Auszeichnungen
- 2015: Bundesverdienstkreuz 1. Klasse[1]
- 2015: Rechtsritter des Johanniterordens.[10]